# Мейпл-Гілл (Канзас)
Мейпл-Гілл (англ. Maple Hill) — місто (англ. city) в США, в окрузі Вабонсі штату Канзас. Населення — 631 особа (2020).

## Географія
Мейпл-Гілл розташований за координатами 39°5′7″ пн. ш. 96°1′41″ зх. д. / 39.08528° пн. ш. 96.02806° зх. д. (39.085347, -96.028135).  За даними Бюро перепису населення США в 2010 році місто мало площу 0,63 км², уся площа — суходіл.

## Демографія
Згідно з переписом 2010 року, у місті мешкало 620 осіб у 210 домогосподарствах у складі 152 родин. Густота населення становила 978 осіб/км².  Було 217 помешкань (342/км²).
Расовий склад населення:
| - 95,8 % — білих - 0,3 % — корінних американців - 0,2 % — чорних або афроамериканців - 0,2 % — азіатів |

До двох чи більше рас належало 3,2 %. Частка іспаномовних становила 3,9 % від усіх жителів.
За віковим діапазоном населення розподілялося таким чином: 38,2 % — особи молодші 18 років, 50,2 % — особи у віці 18—64 років, 11,6 % — особи у віці 65 років та старші. Медіана віку мешканця становила 30,8 року. На 100 осіб жіночої статі у місті припадало 98,1 чоловіків;  на 100 жінок у віці від 18 років та старших — 91,5 чоловіків також старших 18 років.
Середній дохід на одне домашнє господарство  становив 66 912 долари США (медіана — 65 469), а середній дохід на одну сім'ю — 72 787 доларів (медіана — 75 179). За межею бідності перебувало 3,7 % осіб, у тому числі 2,7 % дітей у віці до 18 років та 13,2 % осіб у віці 65 років та старших.
Цивільне працевлаштоване населення становило 308 осіб. Основні галузі зайнятості: виробництво — 21,1 %, освіта, охорона здоров'я та соціальна допомога — 20,5 %, будівництво — 9,4 %, науковці, спеціалісти, менеджери — 9,1 %.